# 公僕II
《公僕II》是1995年上映的一部香港警匪片，本片為1984年的經典電影《公僕》的續集，並由邱禮濤導演，李修賢監製及演出，並與周文健及黃栢文合作領銜主演。
本片是配音員李忠強經兩年后再度擔任配音領班，本片是較早配音，所以配音員朱子聰亦有參與為李修賢配音的工作。

## 劇情
故事述及經過多年努力的探員黃澤信（黃栢文 飾）榮升為高級督察，他有一對孝順子女及一賢妻，但他的部門人手不足，所以調來另一位高級督察周敏健/Micheal（周文健 飾）協助信，從此，兩人便成了伙伴。但是，Micheal性格火爆，為了破案完全不顧任何警察的犧牲，所以他多次害信受傷，信的舊拍檔兼好友的飛虎隊指揮官李鐵堅得知后對Micheal直斥其非。不久后，Micheal得知大圈幫首領吳偉漢會來香港做世界，更找到漢的大本營，所以Micheal和信前往拘捕，但是，漢的武器強大，信被漢開槍打中，當場死亡殉職，Micheal和堅合作，發誓要替信報仇......

## 演員
| 演員   | 角色   | 粵語配音 | 備註                                |
| 李修賢 | 李鐵堅 | 朱子聰   | 飛虎隊指揮官                        |
| 周文健 | 周敏健 | 周文健   | 高級督察                            |
| 黃栢文 | 黃澤信 | 古明華   | 高級督察 李鐵堅之好友               |
| 吳毅將 | 吳偉漢 | 吳毅將   | 大圈幫首領 劉子昌、吳基、馬騮之老大 |
| 容錦昌 | 劉子昌 | 容錦昌   | 大圈幫成員                          |
| 古明華 | 馬騮   | 古明華   | 大圈幫成員                          |
| 譚淑梅 |        | 沈小蘭   | 黃澤信妻子                          |
| 吳瑞庭 | 阿輝   | 楊捷康   | 警察                                |
| 韋基舜 | 張Sir  |          |                                     |
| 麥基   | 吳基   | 源家祥   | 吳偉漢父親                          |
| 龍天生 |        | 古明華   | 打金工場老板                        |
| 夏占士 |        |          |                                     |
| 許思敏 |        |          |                                     |

## 電影歌曲
| 歌名               | 演唱者 | 作曲   | 填詞   |
| 〈遙遠的Paradise〉 | beyond | 黃貫中 | 黃貫中 |

## 外部連結
- 香港影庫上《公僕II》的資料（繁體中文）
- 開眼電影網上《公僕II》的資料（繁體中文）
- 时光网上《公僕II》的資料（简体中文）
- AllMovie上《公僕II》的资料（英文）
- 互联网电影数据库（IMDb）上《公僕II》的资料（英文）